# Bitka kod Five Forksa
Bitka kod Five Forksa bila je jedna od najvećih bitaka posljednjih mjeseci američkog građanskog rata. Vođena je u travnju 1865. jugozapadno do Petersburga u Virginiji. U bitci, ponegdje poznatoj kao "Waterloo Konfederacije", su se sukobile unionističke snage pod zapovjedništvom general bojnika Philipa H. Sheridana, protiv konfederalnih snaga pod zapovjedništvom Georgea E. Picketta, koje su bile dio Vojske Sjeverne Virginije pod zapovjedništvom Roberta Edwarda Leeja. Pickettov poraz kod Five Forksa natjerao je Leeja da napusti rovove oko Petersburga i započne povlačenje koje će završiti njegovom predajom kod Appomattoxa 9. travnja 1865. god.